# Мањене (Фрозиноне)
Мањене је насеље у Италији у округу Фрозиноне, региону Лацио.
Према процени из 2011. у насељу је живело 51 становника. Насеље се налази на надморској висини од 274 м.